# Oscar Wallblom
Bo Olof Oscar Wallblom, född 23 november 1979 i Askims församling i Göteborg, är en svensk musiker (basist) som spelar eller har spelat med Håkan Hellström, Augustifamiljen och Hästpojken. Wallblom har medverkat på samtliga skivinspelningar och liveframträdanden med Håkan Hellström ända sedan starten 2000, och var även med och startade Augustifamiljen 2006. 
Lämnade tillsammans med Lars-Erik "Labbe" Grimelund" Augustifamiljen 2014, efter sammanlagt 7 säsonger av SVT:s underhållningsprogram "På Spåret".
Spelar 2025 fortfarande kvar i Håkans band.
Han startade tillsammans med Martin Elisson och Adam Bolméus Family Romance, vilket sedan utvecklades till Hästpojken. 
2006 startade han även bandet LoveKills med Daniel Gilbert och Jonas Kernell. Spelade in skivan Tough Love tillsammans med Theodor Jensen där han också medverkade på efterföljande turné. 
Startade bolaget Tamiami Records AB 2017, där första releasen var i april 2018 med bandet Hästpojken.

## Externalänkar
- Oscar Wallbloms diskografi på Discogs